# 지타군

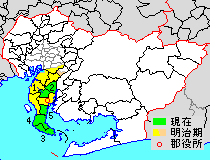
아이치현 지타군의 위치 (1.아구이정 2.히가시우라정 3.미나미치타정 4.미하마정 5.다케토요정 연노랑:후에 다른 군에 편입된 구역 하늘색:후에 다른 군에서 편입된 구역)

지타군(일본어: 知多郡, ちたぐん)은 일본 아이치현(오와리국)의 군이다.
인구 155,972명, 면적 165.89km², 인구밀도 940명/km².(2025년 6월 1일, 추계인구)
이하 5정으로 구성된다.
- 아구이정(阿久比町)
- 다케토요정(武豊町)
- 히가시우라정(東浦町)
- 미하마정(美浜町)
- 미나미치타정(南知多町)

## 군역
1878년 행정 구역으로 출범할 당시의 군역은 지타반도와 거의 일치한다. 위의 5정 및 아래 구역에 해당한다.
- 나고야시
  - 미도리구의 일부
- 한다시·도코나메시 전역
- 도카이시의 대부분
- 오부시·지타시 전역
- 도요아케시의 일부

## 지리
나고야시의 남쪽, 지타반도에 위치한다. 폐번치현 후 오와리국의 나고야현이 아니고 미카와국의 누카타현에 속했다. 일본의 군 중에서는 후쿠오카현 가스야군에 이어 두 번째로 인구가 많다.

## 역사
- 1878년 12월 20일 - 군구정촌 편제법이 아이치현에서 시행되면서, 행정 구역으로서의 지타군(知多郡)이 발족.

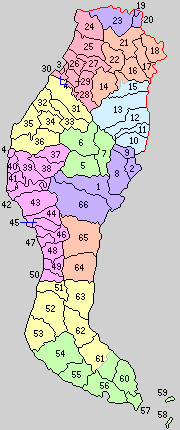
1.한다정 2.가메자키정 3.요코스카정 4.오노정 5.아구이촌 6.가미아구이촌 7.히가시아구이촌 8.옷카와촌 9.아리와키촌 10.후지에촌 11.이쿠지촌 12.이시하마촌 13.오가와촌 14.요시다촌 15.모리오카촌 16.오부촌 17.요코네촌 18.기타사키촌 19.아리마쓰촌 20.오케하자마촌 21.교와촌 22.나가쿠사촌 23.오다카촌 24.나와촌 25.아라오촌 26.오타촌 27.후키시마촌 28.가기야촌 29.다카요코스카촌 30.야부촌 31.야와타정 32.신치촌 33.소우리촌 34.오카다촌 35.히나가촌 36.가나자와촌 37.야타촌 38.구메촌 39.가나야마촌 40.니시노쿠치촌 41.에노키도촌 42.다야촌 43.도코나메촌 44.다루미촌 45.니시아노촌 46.고바촌 47.가리야촌 48.오타니촌 49.고스가야촌 50.사카이촌 51.가미노마촌 52.오쿠다촌 53.노마촌 54.우쓰미촌 55.야마미촌 56.도요하마촌 57.모로자키촌 58.시노지마촌 59.히마카지마촌 60.오이촌 61.도요오카촌 62.고와촌 63.훗토촌 64.후키촌 65.다케토요촌 66.나라와촌 (위 보라: 나고야시, 아래 보라: 한다시, 분홍: 도코나메시, 빨강: 도카이시, 위 주황: 오부시, 위 노랑: 지타시, 위 녹색: 아구이정 하늘색: 히가시우라정, 아래 녹색, 미나미치타정, 아래 노랑: 미하마정, 아래 주황: 다케토요정)

- 1889년 10월 1일 - 정촌제 시행으로, 아래의 정촌이 발족.(4정 62촌)
  - 한다정(半田町), 가메자키정(亀崎町): 현 한다시
  - 요코스카정(横須賀町): 현 도카이시
  - 오노정(大野町): 현 도코나메시
  - 아구이촌(阿久比村), 가미아구이촌(上阿久比村), 히가시아구이촌(東阿久比村): 현 아구이정
  - 옷카와촌(乙川村), 아리와키촌(有脇村): 현 한다시
  - 후지에촌(藤江村), 이쿠지촌(生路村), 이시하마촌(石浜村), 오가와촌(緒川村): 현 히가시우라정
  - 요시다촌(吉田村): 현 오부시
  - 모리오카촌(森岡村): 현 오부시, 히가시우라정
  - 오부촌(大府村), 요코네촌(横根村), 기타사키촌(北崎村): 현 오부시
  - 아리마쓰촌(有松村), 오케하자마촌(桶狭間村): 현 나고야시
  - 교와촌(共和村), 나가쿠사촌(長草村): 현 오부시
  - 오다카촌(大高村): 현 나고야시
  - 나와촌(名和村), 아라오촌(荒尾村), 오타촌(大田村), 후키시마촌(富木島村), 가기야촌(加木屋村), 다카요코스카촌(高横須賀村), 야부촌(養父村): 현 도카이시
  - 야와타촌(八幡村), 신치촌(新知村), 소우리촌(佐布里村), 오카다촌(岡田村), 히나가촌(日長村), 가나자와촌(金沢村): 현 지타시
  - 야타촌(矢田村), 구메촌(久米村), 가나야마촌(金山村), 니시노쿠치촌(西ノ口村), 에노키도촌(榎戸村), 다야촌(多屋村), 도코나메촌(常滑村), 다루미촌(樽水村), 니시아노촌(西阿野村), 고바촌(古場村), 가리야촌(苅屋村), 오타니촌(大谷村), 고스가야촌(小鈴谷村), 사카이촌(坂井村): 현 도코나메시
  - 가미노마촌(上野間村), 오쿠다촌(奥田村), 노마촌(野間村): 현 미하마정
  - 우쓰미촌(内海村), 야마미촌(山海村), 도요하마촌(豊浜村), 모로자키촌(師崎村), 시노지마촌(篠島村), 히마카지마촌(日間賀島村), 오이촌(大井村): 현 미나미치타정
  - 도요오카촌(豊丘村): 현 미나미치타정, 미하마정
  - 고와촌(河和村), 훗토촌(布土村): 현 미하마정
  - 후키촌(富貴村), 다케토요촌(武豊村): 현 다케토요정
  - 나라와촌(成岩村): 현 한다시
  - 히가시아노촌·사카에촌은 아이치군 도요아케촌의 일부이 됨.
- 1890년 12월 17일(6정 60촌)
  - 나라와촌이 정제 시행으로 나라와정(成岩町)이 됨.
  - 도코나메촌이 정제 시행으로 도코나메정(常滑町)이 됨.
- 1891년)
  - 2월 17일 - 다케토요촌이 정제 시행으로 다케토요정(武豊町)이 됨.(7정 59촌)
  - 4월 1일
    - 군제 시행.
    - 이쿠지촌·이시하마촌이 합병하여, 이쿠하마촌(生浜村)이 발족.(7정 58촌)
- 1892년)
  - 5월 31일 - 이쿠하마촌이 분할되어, 일부(이쿠지) 구역으로 이쿠지촌, 잔여부(이시하마) 구역으로 이시하마촌이 각각 발족.(7정 59촌)
  - 9월 13일(8정 57촌)
    - 오케하자마촌이 교와촌에 편입.
    - 아리마쓰촌이 정제 시행으로 아리마쓰정(有松町)이 됨.
- 1893년)
  - 11월 8일 - 우쓰미촌이 정제 시행으로 우쓰미정(内海町)이 됨.(9정 56촌)
  - 12월 4일 - 교와촌의 일부(桶狭間)가 아리마쓰정에 편입.
- 1894년 9월 8일(11정 54촌)
  - 오다카촌이 정제 시행으로 오다카정(大高町)이 됨.
  - 모로자키촌이 정제 시행으로 모로자키정(師崎町)이 됨.
- 1903년 5월 6일(13정 52촌)
  - 고와촌이 정제 시행으로 고와정(河和町)이 됨.
  - 오카다촌이 정제 시행으로 오카다정(岡田町)이 됨.
- 1905년 2월 1일 - 도요하마촌이 정제 시행으로 도요하마정(豊浜町)이 됨.(14정 51촌)
- 1906년
  - 5월 1일 - 아래의 정촌 통합이 시행됨. 각각 신설합병.(14정 17촌)
    - 모로자키정 ← 오이촌, 모로자키정
    - 우쓰미정 ← 야마미촌, 우쓰미정
    - 아구이촌 ← 아구이촌, 히가시아구이촌, 가미아구이촌
    - 요코스카정 ← 오타촌, 가기야촌, 요코스카정, 다카요코스카촌, 야부촌
    - 우에노촌(上野村) ← 나와촌, 아라오촌, 후키시마촌
    - 미와촌(三和村) ← 야타촌, 구메촌, 가나야마촌
    - 오니자키촌(鬼崎村) ← 니시노쿠치촌, 에노키도촌, 다야촌
    - 기즈시촌(枳豆志村) ← 다루미촌, 니시아노촌, 가리야촌, 고바촌
    - 히가시우라촌(東浦村) ← 후지에촌, 이시하마촌, 이쿠지촌, 오가와촌, 모리오카촌［村木］
    - 오부촌 ← 오부촌, 요시다촌, 기타사키촌, 요코네촌, 나가쿠사촌, 교와촌, 모리오카촌［猪伏］
    - 가메자키정 ← 가메자키정, 아리와키촌, 옷카와촌
    - 야와타정 ← 야와타정, 신치촌, 소우리촌
    - 아사히촌(旭村) ← 히나가촌, 가나자와촌

  - 7월 1일 - 아래의 정톤 통합이 시행됨. 각각 신설합병.(14정 14촌)
    - 노마촌 ← 오쿠다촌, 노마촌
    - 고와정 ← 훗토촌, 고와정, 도요오카촌［古布·矢梨·切山］
    - 도요하마정 ← 도요하마정, 도요오카촌［山田·乙方］
    - 고스가야촌 ← 고스가야촌, 오타니촌, 가미노마촌, 사카이촌
- 1911년 12월 10일 - 기즈시촌이 정제 시행과 개칭으로 니시우라정(西浦町)이 됨.(15정 13촌)
- 1915년 11월 1일 - 오부촌이 정제 시행으로 오부정(大府町)이 됨.(16정 12촌)
- 1922년 4월 1일 - 야와타정이 정제 시행으로 야와타정(八幡町)이 됨.(17정 11촌)
- 1937년 10월 1일 - 한다정·가메자키정·나라와정이 합병하여, 한다시(半田市)가 발족, 군에서 이탈.(14정 11촌)
- 1940년 2월 11일 - 우에노촌이 정제 시행으로 우에노정(上野町)이 됨.(15정 10촌)
- 1942년 7월 1일 - 노마촌이 정제 시행으로 노마정(野間町)이 됨.(16정 9촌)
- 1948년 6월 1일 - 히가시우라촌이 정제 시행으로 히가시우라정(東浦町)이 됨.(17정 8촌)
- 1951년 10월 1일 - 오니자키촌이 정제 시행으로 오니자키정(鬼崎町)이 됨.(18정 7촌)
- 1952년
  - 4월 1일 - 아사히촌이 정제 시행으로 아사히정(旭町)이 됨.(19정 6촌)
  - 7월 1일 - 고스가야촌이 정제 시행으로 고스가야정(小鈴谷町)이 됨.(20정 5촌)
- 1953년 1월 1일 - 아구이촌이 정제 시행으로 아구이정(阿久比町)이 됨.(21정 4촌)
- 1954년
  - 4월 1일 - 도코나메정·오니자키정·니시우라정·오노정·미와촌이 합병하여, 도코나메시(常滑市)가 발족, 군에서 이탈.(17정 3촌)
  - 10월 5일 - 다케토요정·후키촌이 합병하여, 새로이 다케토요정이 발족.(17정 2촌)
- 1955년
  - 4월 1일(14정 2촌)
    - 고와정·노마정이 합병하여, 미하마정(美浜町)이 발족.
    - 야와타정·오카다정·아사히정이 합병하여, 지타정(知多町)이 발족.
- 1957년 3월 31일 - 고스가야정이 분리되어, 일부(小鈴谷·広目·大谷·坂井)가 도코나메시에, 잔여부(上野間)가 미하마정에 각각 편입.(13정 2촌)
- 1961년 6월 1일 - 우쓰미정·도요하마정·모로자키정·시노지마촌·히마카지마촌이 합병하여, 미나미치타정(南知多町)이 발족.(11정)
- 1964년 12월 1일 - 아리마쓰정·오다카정이 나고야시에 편입. 미도리구의 일부이 됨.(9정)
- 1969년 4월 1일 - 우에노정·요코스카정이 합병하여, 도카이시(東海市)가 발족, 군에서 이탈.(7정)
- 1970년 9월 1일(5정)
  - 오부정이 시제 시행으로 오부시(大府市)가 발족, 군에서 이탈.
  - 지타정이 시제 시행으로 지타시(知多市)가 발족, 군에서 이탈.